# Faraba (Kéniéba)
Pour les articles homonymes, voir Faraba.
Faraba est une commune malienne, située dans le département de la Badamo,  chef-lieu dans le cercle de Kéniéba, et dans la région de Kayes.